# Aniba guianensis
Espèce
Synonymes
Selon Tropicos (6 juin 2024)
- Aniba salicifolia (Nees) Mez
- Aniba tessmannii O.C. Schmidt
- Aydendron salicifolium (Sw.) Nees
- Cedrota longifolia Willd.

Selon GBIF (6 juin 2024)
- Aniba salicifolia (Nees) Mez
- Aniba tessmannii O.C.Schmidt
- Aydendron salicifolium Nees
- Cedrota guianensis (Aubl.) Raeusch.
- Cedrota longifolia Willd.

Aniba guianensis est une espèce de plantes à fleurs de la famille des Lauraceae. C'est un arbre d'Amérique du sud. Il s'agit de l'espèce type du genre Aniba.

## Description
Aniba guianensis est un arbre atteignant jusqu'à 25 m de haut.
En 1955, Lemée propose la description suivante de Aniba guianensis :

« A. guianensis Aubl. Grand arbre très rameux ; feuilles opposées ou verticillées par 3-4-5, à pétiole court convexe en dessous, en gouttière en dessus, d'environ 0,12-0,24 sur 0,03-0,08; oblongues ovales terminées en longue pointe, minces lisses entières ; inflorescences axillaires en grappes, pédoncule long filiforme, fleurs très petites, périanthe divisé profondément en 6 segments verts arrondis concaves, 8 étamines sur filets courts autour d'un disque portant l'ovaire, celui-ci arrondi, style avec stigmate, obtus. - (Aublet). »

— Albert Lemée, 1953.

## Répartition
Aniba guianensis est présent du Colombie au Brésil en passant par le Venezuela, le Guyana, le Suriname, la Guyane et le Pérou.

## Écologie
Aniba guianensis pousse au Venezuela dans les forêts ripicoles, à environ 50-100 m d'altitude.
On a isolé dans Aniba guianensis une néolignane : la guianine.

## Protologue

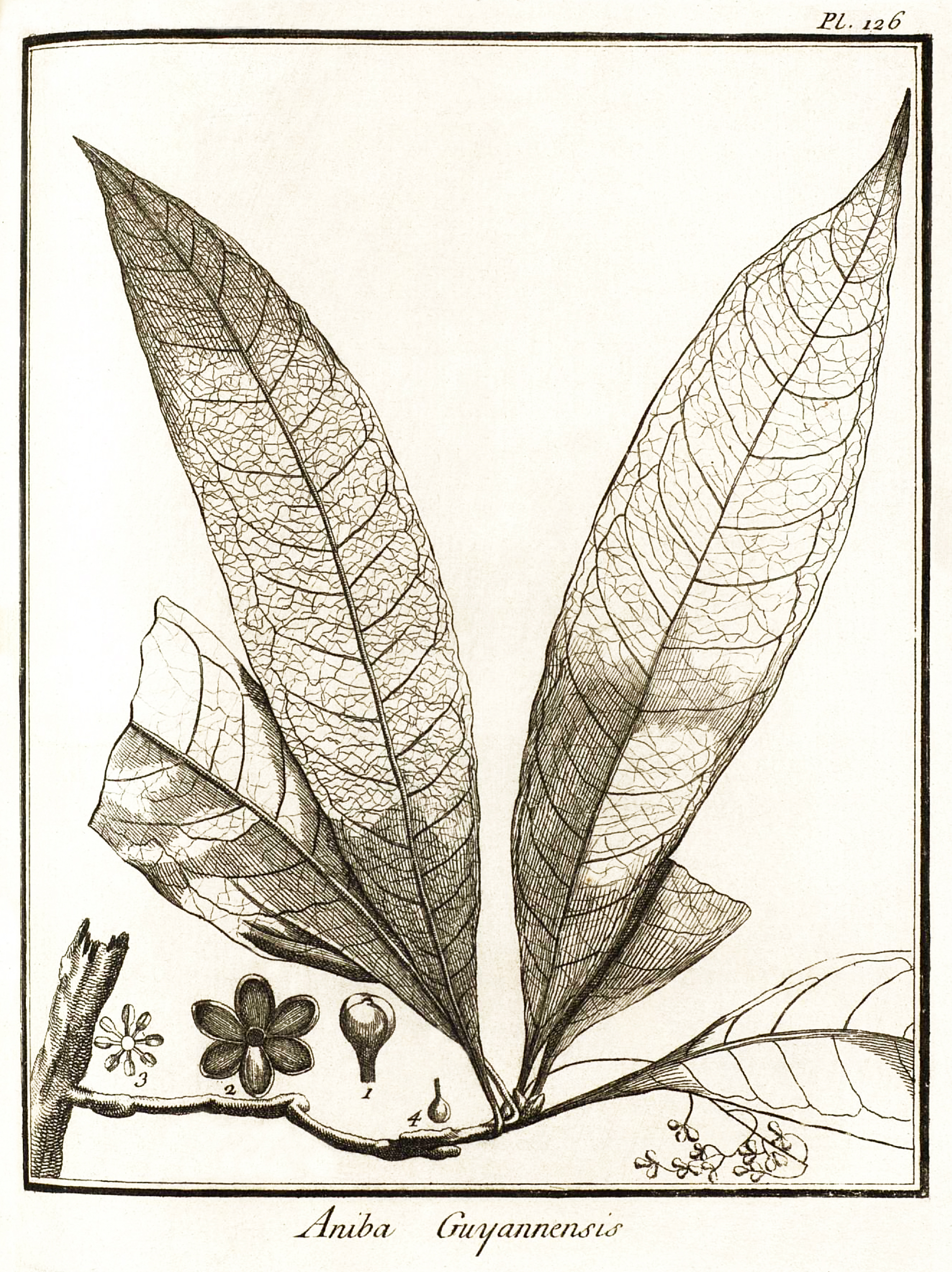
Aniba guianensis par Aublet (1775)

En 1775, le botaniste Aublet a décrit Aniba guianensis et en a proposé le protologue suivant : 

« 1. ANIBA (guianenſis). (Tabula 126.)
Arbor quadraginta-pedalis & amplius, ad cacumen ramoſiſſima. Folia bina oppoſita, auc tria, quatuor, quinque, verticillata, ovato-oblonga, acuta, glabra, integerrima, petiolata.
Flores minimi, racemoſi ; pedunculus communis filiformis, axillaris. Calix viridis. Lignum trunci aromaticum, citrinum.
Florebat Maio.
Habitat in ſylvis déſertis.

L'ANIBE de la Guiane. (PLANCHE 126.)
Le tronc de cet arbre s'élève à quarante pieds, ſur deux pieds de diamètre. Son écorce eſt épaiſſe, inégale, ridée & gerſée. Son bois eſt jaunâtre, peſant & aromatique; & en ſe deſſéchant il devient léger. Le tronc porte à ſon ſommet un grand nombre & groſſes branches, les unes droites, les autres inclinées qui ſe répandent en tous ſens. Elles ſont chargées de rameaux garnis de feuilles deux à deux, & par anneaux de trois, quatre, cinq. Elles ſont vertes, liſſes, minces, entières, oblongues, ovales, terminées par une longue pointe. On les a représentées de grandeur naturelle, de même que le bouquet de fleurs. Leur pédicule eſt court, convexe en deſſous, creuſé en gouttiere en deſſus. De l'aiſſelle des feuilles naiſſent des bouquets de fleurs placées à l'extrémité ſupérieure d'un pédoncule long & très grêle. Ces fleurs ſont très petites.
Le calice eſt d'une ſeule pièce, diviſé profondément en ſix parties vertes, concaves & arrondies.
Il n'y a point de corolle.
Les étamines ſont au nombre de huit, attachées autour d'un diſque qui porte l'ovaire ; leur filet eſt court. L'anthère eſt a deux bourſes.
Le piſtil eſt un ovaire arrondi, ſurmonté d'un style terminé par un STIGMATE obtus.
Je n'ai pas vu cet ovaire en maturité. On a beaucoup groſſi les parties de la fleur.
Cet arbre eſt appelle BOIS DE CEDRE par les habitans du Comté de Gène. On en travaille le bois pour faire des pirogues ; & ils prétendent que le tronc pourroit ſervir a faire des mats de navire. 
Cet arbre croît dans les grandes forêts de la Guiane. Il étoit en fleur au mois de Mai. »

— Fusée-Aublet, 1775.